# Лангенбреттах
Лангенбреттах (нем. Langenbrettach) — община в Германии, в земле Баден-Вюртемберг. 
Подчиняется административному округу Штутгарт. Входит в состав района Хайльбронн.  Население составляет 3641 человек (на 31 декабря 2010 года). Занимает площадь 23,97 км².
Коммуна подразделяется на 3 сельских округа.

## Фотографии

Бреттах
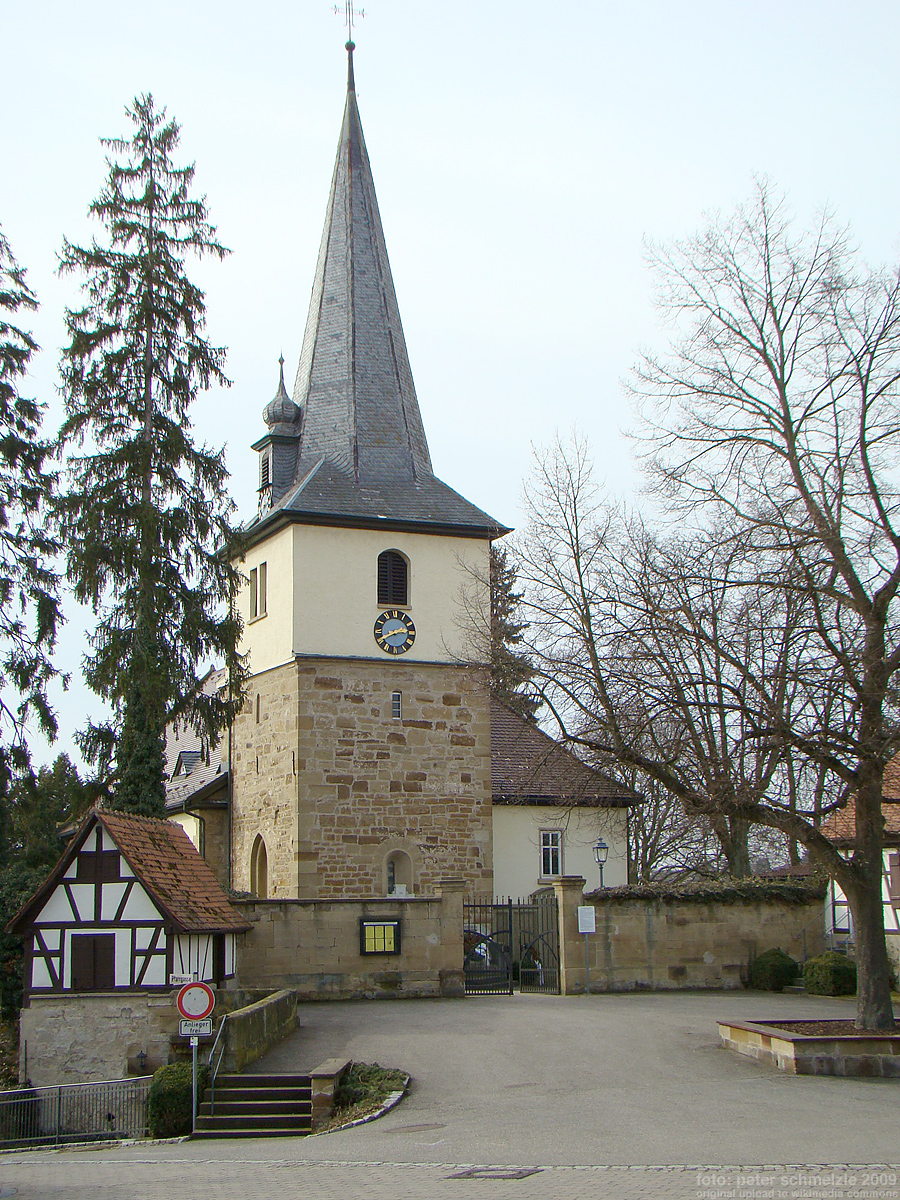
церковь
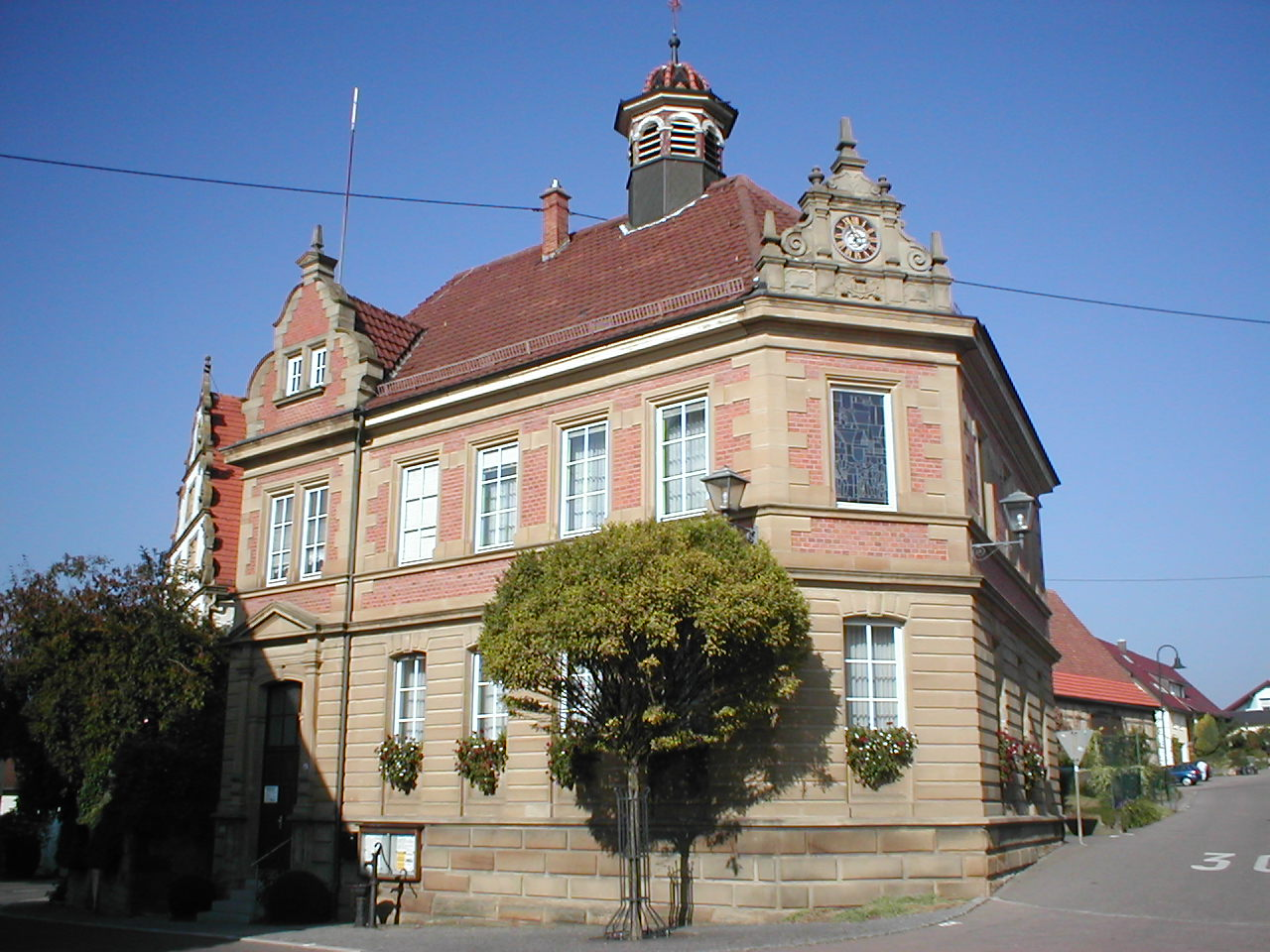
ратуша
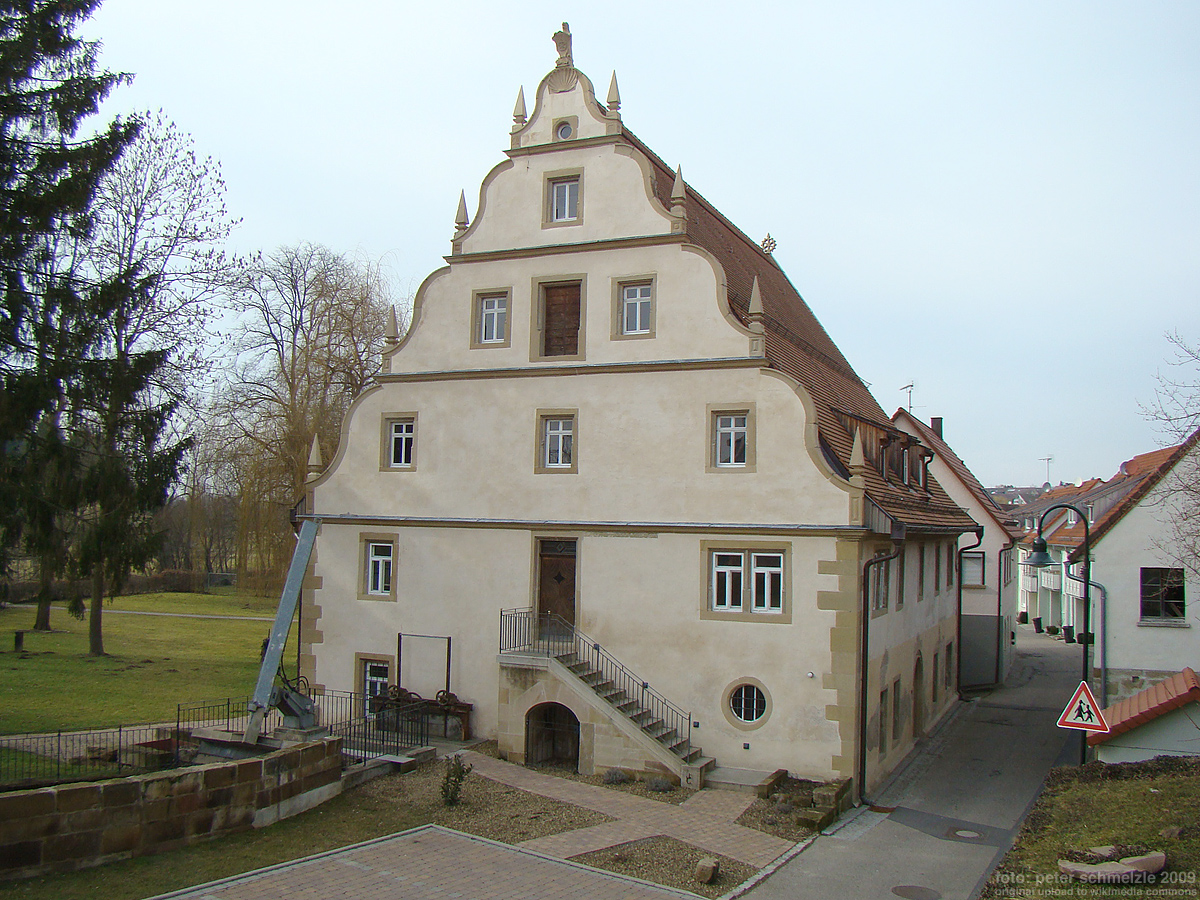
мельница
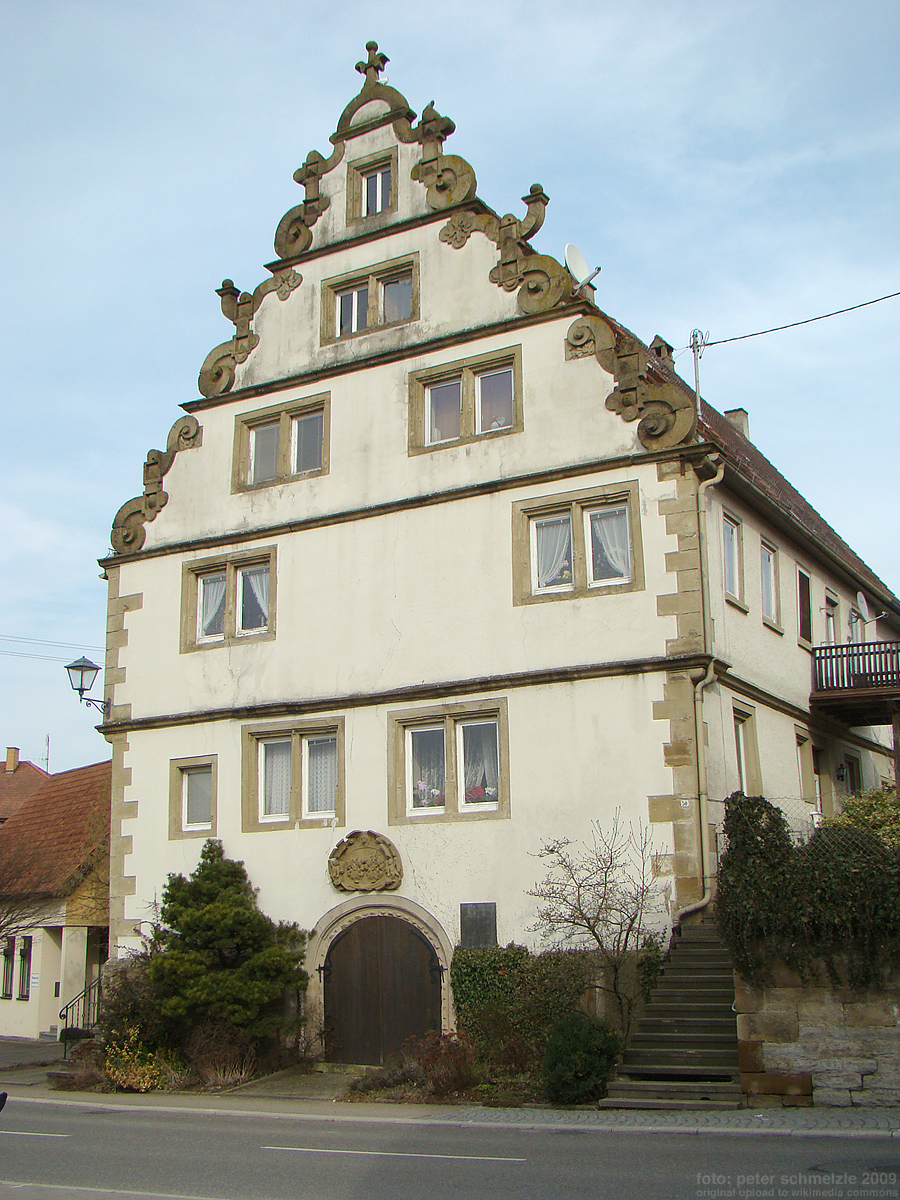
замок

Лангенбойтинген
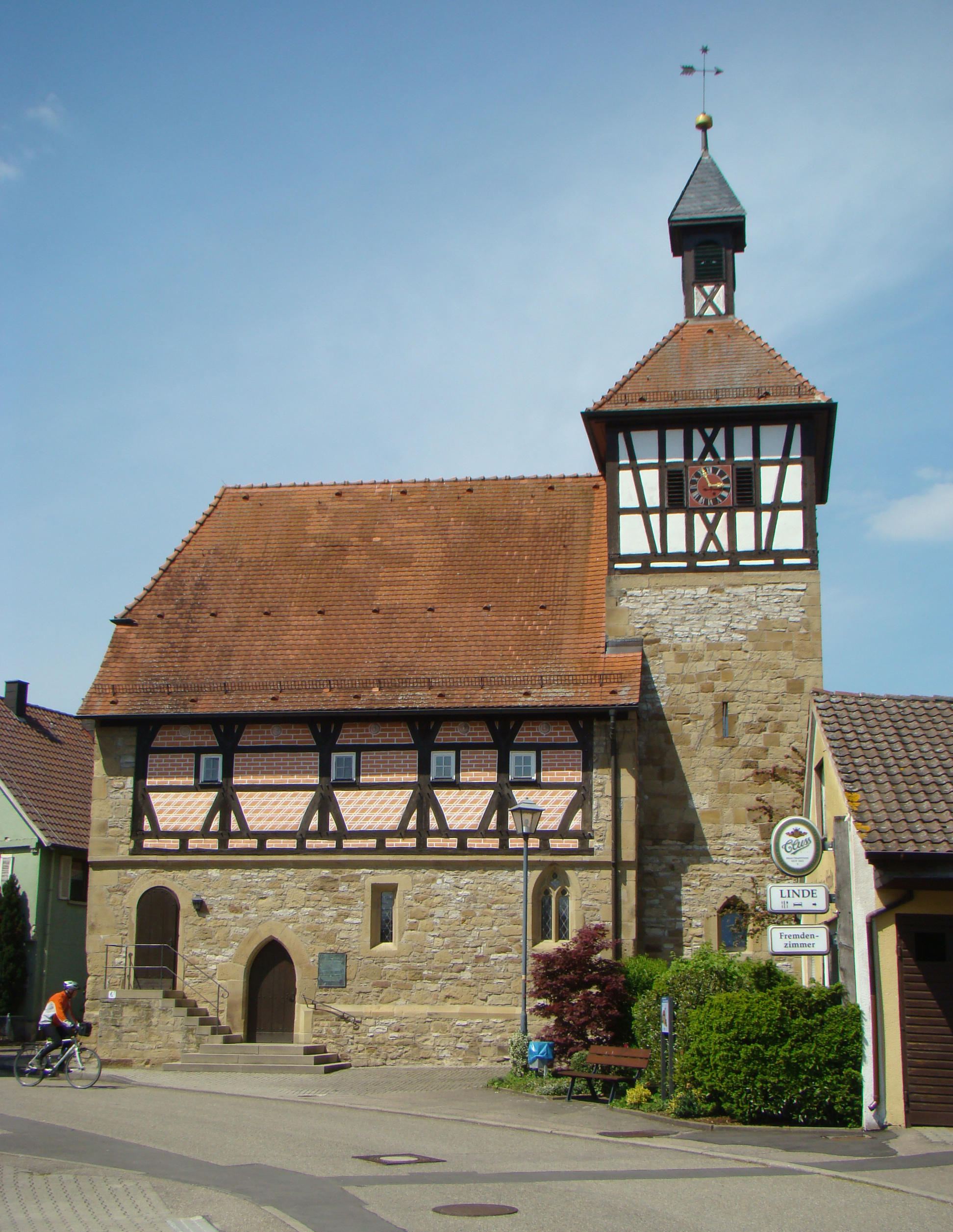
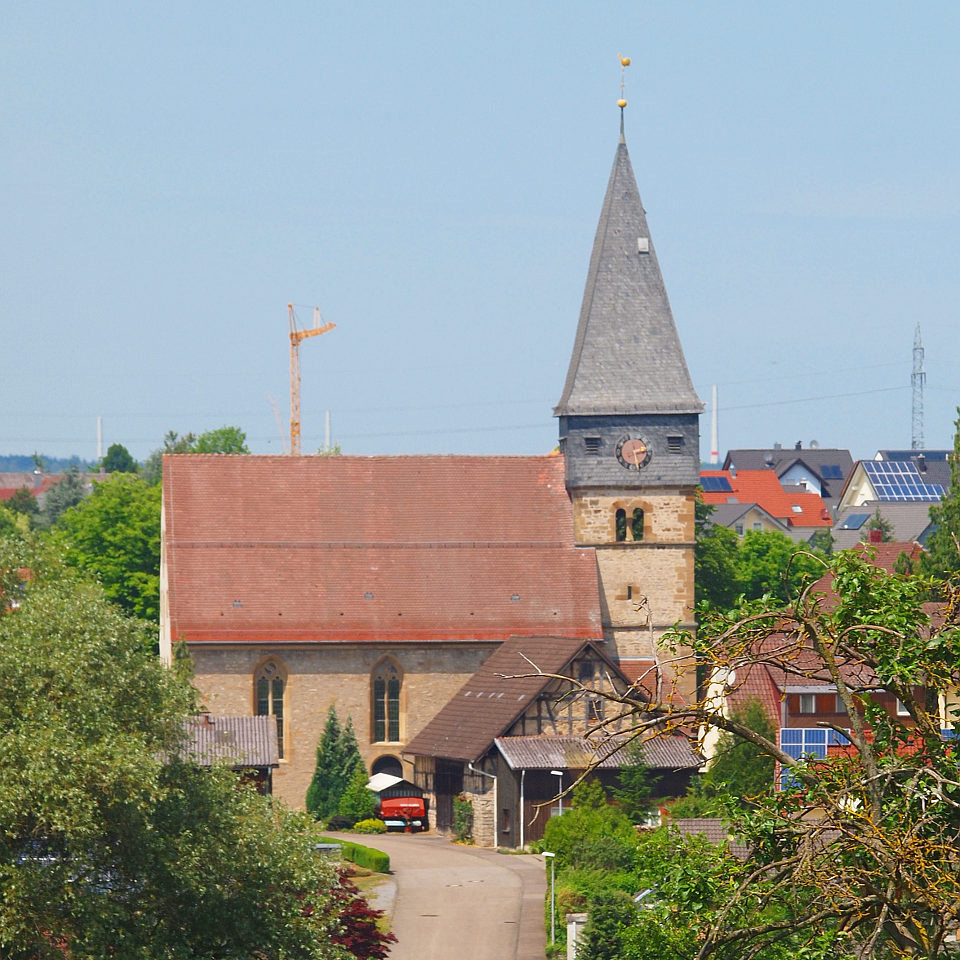